# موش کوتوله توماس
موش کوتوله توماس (نام علمی: Mus sorella) نام یک گونه از سرده موش است.